# Ernst Ludwig Dietrich
 Ernst Ludwig Dietrich  (* 28. Januar 1897 in Groß-Umstadt; † 20. Januar 1974 in Wiesbaden) war ein deutscher evangelischer Theologe und Orientalist und von 1933 bis 1945 Landesbischof der Evangelischen Landeskirche Nassau-Hessen.

## Ausbildung und berufliche Anfänge
Ernst Ludwig Dietrich studierte 1915–1919 Theologie und Orientalistik an der Universität Gießen und promovierte 1920 bei Hermann Gunkel in der alttestamentlichen Wissenschaft zum Lizentiat und 1922 bei Paul Kahle zum Doktor als Orientalist mit dem Schwerpunkt Islam und Judaistik. Nach dem Studium besuchte er das Predigerseminar Friedberg und wurde 1920 Pfarrassistent in Mainz. 1923 wurde er Pfarrer in Wackernheim bei Mainz, 1927 in Hamburg-Barmbek und 1929 an der Marktkirche zu Wiesbaden. Er verstand sich als Angehöriger der Religionsgeschichtlichen Schule, also als liberaler Theologe, und stand im Gegensatz zur Theologie von Karl Barth.

## Landesbischof im Nationalsozialismus
Unter dem Druck der politischen Verhältnisse stimmten die Landeskirchentage in Wiesbaden, Frankfurt und Darmstadt am 12. September 1933 dem Zusammenschluss der drei Landeskirchen in Hessen-Nassau, Nassau und Frankfurt am Main zur Evangelischen Kirche in Hessen und Nassau zu. Mit der Ernennung des 37-jährigen Dietrich am 8. Februar 1934 zum Landesbischof der neuen Landeskirche durch Reichsbischof Ludwig Müller wurde die Vereinigung rechtskräftig. Anfang Juli 1934 erließ Dietrich im Zusammenhang des sogenannten Röhm-Putsches ein Verbot der Mitgliedschaft im Pfarrernotbund, dem Vorläufer der Bekennenden Kirche. Er begründete dies in der Zeitschrift Junge Kirche (Heft 15) mit der Feststellung: „Die Ereignisse … haben auch den Blinden die Augen geöffnet und die einzigartige Größe des Führers, die mir immer feststand, aller Welt gezeigt“.
Dietrich war zum 1. Mai 1932, obwohl eigentlich unpolitisch vorgeprägt, der NSDAP beigetreten (Mitgliedsnummer 1.094.112) und vertrat auch für die Kirche die Geltung des Arierparagraphen, dem zufolge „Nicht-Arier“ aus dem kirchlichen Dienst entlassen werden sollten, wie auch die Übernahme des nationalsozialistischen Führerprinzips. Der Kirchenpartei der Deutschen Christen gehörte er nicht an – es genügte ihm Nationalsozialist zu sein – ließ sich aber gleichwohl von ihr zu höherer Berufung tragen. Mit seiner Amtsführung stieß er auf vielfältigen Widerstand in der Pfarrerschaft, den er durch Bedrohung, willkürliche Versetzungen und Dienststrafverfahren zu brechen suchte.
Im Zuge einer neuen staatlichen Kirchenpolitik, ließ die NSDAP Dietrich Ende 1935 fallen. Er wurde veranlasst, auf seine Funktionen in der Kirchenleitung zu verzichten unter Belassung seiner Amtsstellung als („halbgelähmter“ – so Dietrich) Landesbischof. Ab 1937 distanzierte sich Dietrich zunehmend vom Nationalsozialismus und wurde zum entschiedenen Hitler-Gegner. Er übernahm 1938 die dem Landesbischof reservierte Pfarrstelle an der Wiesbadener Marktkirche.
1939 gründete er gemeinsam mit anderen kirchlichen Gruppen, auch mit der Bekennenden Kirche, ein „Kirchliches Einigungswerk“. Er erklärte öffentlich seinen bisherigen Weg für verfehlt und das Führerprinzip als für die Kirche ungeeignet und sprach sein Bedauern über die den Pfarrern in seiner Amtszeit als Landesbischof zugefügten Bedrängnisse aus. Einem Pfarrer-Kollegen gegenüber bekannte er, dass die Bekennende Kirche die Bedrohung der Kirche eher erkannt habe. Theologisch konnte er sich der Bekennenden Kirche jedoch nicht anschließen.

## Nachkriegszeit
Im Mai 1945 legte Dietrich sein Amt als Landesbischof nieder und ließ sich die von ihm betreute Pfarrstelle übertragen. Nach der politischen Entnazifizierung (1946–1948) und einem langwierigen kirchlichen Verfahren wurde ihm – er war vier Jahre lang suspendiert – 1949 die Führung seiner Pfarrstelle und die öffentliche Wirksamkeit wieder zuerkannt. 1950 erhielt Dietrich einen Lehrauftrag am Orient-Institut in Frankfurt am Main und 1956 an der Goethe-Universität für die jüdische Literatur in hebräischer Sprache in der nachbiblischen Zeit. 1951 ließ er durch die Universität Marburg seinen „lic. theol.“  in einen Doktortitel umwandeln. Seinen Pfarrdienst übte er bis 1968 aus, die akademischen Vorlesungen hielt er bis 1973.

## Familie und Persönliches
Ernst Ludwig Dietrich war verheiratet mit Gertrud Ohly (1896–1988), der Patentochter seines Amtsvorgängers als Landesbischof von Nassau August Kortheuer. Sie hatten zwei Kinder: Hanndiether (Hanno) Dietrich, als Soldat vermisst in Russland, und Wolfgang Dietrich, Dr. med., Radiologe in USA, später München und Kleve/Niederrhein.
Dietrich besaß eine außerordentliche Sprachbegabung sowie große musikalische Neigungen und Fähigkeiten als Cembalist und Orgelspieler.

## Schriften
- שוב שבות – Die endzeitliche Wiederherstellung bei den Propheten. (BZAW 40). Gießen 1925. Zugleich Lic.-Dissertation Gießen, Theol. Fakultät 1920.
- Der Mahdi Mohammed Ahmed vom Sudan nach arabischen Quellen. In: Der Islam. Zeitschrift für Geschichte und Kultur der Islamischen Orients. Fachzeitschrift der Morgenländischen Gesellschaft, Berlin ab 1910. Nr. 14 (1925), S. 199–288. Zugleich Wiss. Dr.-Dissertation Gießen, philos. Fakultät 1922.
- Abd al-Wahhib as-Sarani und seine Mystik als Typ der islamischen Mystik in Ägypten im 16. Jahrhundert (ungedruckt), aber Bericht nach Vortrag auf dem Deutschen Orientalistentag in Hamburg 1926. Saranis Leben und Lehre nach seiner Selbstbiographie in: RDMG 81, N.F. 6 (1927), LXIII-LXV.
- Mohammed Ahmed Ibn  cAbd-Allah (al-Mahdi) Saiyid und die Mahdiyya vom Sudan. In: Encyclopedia of the Social Sciences, ed. E. R. A. Seligman, Vol. IX (1933, 161967), S. 572.
- Lehrer und Schüler im Kairoer Ordensleben des 16. Jahrhunderts n. Chr. nach den Latacif al-Minan des Abd al-Wahhab as-Sarani. In: Studien zur Geschichte und Kultur des nahen und fernen Orients. Paul Kahle zum 60. Geburtstag, hrsg. v. W. Hefening/W. Kirfel, Leiden, 1935, S. 69–78.
- Der Urmensch als Androgyn. In: ZKG 58 (1939), S. 297–345.
- Die „Religion Noahs“, ihre Herkunft und ihre Bedeutung. In: ZRGG 1 (1948), S. 301–315.
- Außerbiblische Jesusworte, Grundtext mit deutscher Übertragung, Wiesbaden 1950.
- Das Judentum im Zeitalter der Kreuzzüge. In: Saeculum 3 (1952), S. 94–131.
- Das religiös-emphatische Ich-Wort bei den jüdischen Apokalyptikern, Weisheitslehrern und Rabbinern, In: ZRGG 4 (1952), H. 4, S. 1–23.
- Die hebräische Literatur der nachbiblischen Zeit. In: Handbuch der Orientalistik I 3; Semitistik, 1954, S. 70–132.
- Die rabbinische Kritik an Gott. In: ZRGG 7 (1955), S. 194–224.
- Die Lehre von der Reinkarnation im Islam. In: ZRGG 9 (1957), S. 129–149.
- Das jüdisch-christliche Streitgespräch am Ausgang des 16. Jahrhunderts. In: Judaica 16 (1958), S. 1–39.
- Das orientalische Judentum in seinen religiösen Vorstellungen von der nachbiblischen Zeit bis zur Gegenwart. In: Handbuch der Orientalistik I 8, Religion 2 (1962), S. 325–404.
- Die Liebe des Einzelnen zu Gott in der jüdischen Frömmigkeit von der Zeit der Gaonen bis zum Auftreten der Kabbala. In: Oriens Vol. 17 (1964), S. 132–160.
- Jesus im Islam. In: Das große Gespräch der Religionen. Hrsg. im Auftrag der Keyserling-Gesellschaft von Eleonore von Dungern. München / Basel 1964 (Terra Nova 2), S. 113–128.
- 22 Artikel in der Enzyklopädie Die Religion in Geschichte und Gegenwart, Tübingen 3 1961: Armenpflege, Elbogen, Entsündigung, Erwählung, Gleichnis und Parabel, Gott, Haggada, Halacha, Judentum, Kabbala, Kasuistik, Offenbarung, Pharisäer, Rabbiner, Responsen, Sadduzäer, Schma, Schmone `Esre, Schriftauslegung, Sittlichkeit, Sopherim, Talmud.
- Die Geschichte des Judentums von der Zerstörung des Zweiten Tempels bis zur Vertreibung aus Spanien (=J. Die Weltreligionen III). In: Saeculum Weltgeschichte, hrsg. v. H. Franke, Band III, Freiburg 1967: Die Hochkulturen im Zeichen der Weltreligionen (1), 285–315.